# Лісув (Радомський повіт)
Лісув (пол. Lisów) — село в Польщі, у гміні Єдлінськ Радомського повіту Мазовецького воєводства.
Населення — 712 осіб (2011).
У 1975-1998 роках село належало до Радомського воєводства.

## Демографія
Демографічна структура станом на 31 березня 2011 року:
|          | Загалом | Допрацездатний вік | Працездатний вік | Постпрацездатний вік |
| -------- | ------- | ------------------ | ---------------- | -------------------- |
| Чоловіки | 373     | 85                 | 251              | 37                   |
| Жінки    | 339     | 67                 | 194              | 78                   |
| Разом    | 712     | 152                | 445              | 115                  |